# Anesthetica
Anesthetica zijn stoffen die ervoor zorgen dat pijnprikkels niet meer gevoeld worden. Een andere definitie is dat een anestheticum een stof is die de toestand van anesthesie (an-esthesie) veroorzaakt: gevoelloosheid. Er wordt doorgaans onderscheid gemaakt tussen lokale en globale anesthetica. Lokale anesthesie noemt men ook wel plaatselijke verdoving, zoals bij de tandarts. Globale anesthesie (algehele anesthesie, narcose) wordt algehele verdoving genoemd. De anesthesiologie is het medisch specialisme dat zich bezighoudt met de toepassing van anesthetica.

## Lokaal anestheticum
Voorbeelden van lokale anesthetica zijn:
- procaïne, merknaam Novocaïne;
- lidocaïne, ook soms xylocaïne genoemd;
- articaïne;
- morfine geeft wel een pijnstillend effect, maar hoort bij de groep van pijnstillers (analgetica).

## Algeheel anestheticum
Algehele anesthetica (Engels: general anesthetic) worden ingedeeld in twee groepen. Dit zijn de intraveneuze anesthetica en de dampvormige anesthetica. 
Voorbeelden van intraveneuze anesthetica zijn:
- propofol met als merknaam Diprivan;
- pentothal ofwel thiopental/thiopentone;
- etomidate ofwel hypnomidate, etomidaat, etomidate lipuro;
- ketamine ook: ketamine S, esketamine en de merknamen Ketanest en Ketalar;
- midazolam, een benzodiazepine, merknaam Dormicum;

Voorbeelden van dampvormige anesthetica (DVA) zijn:
- halothaan
- enfluraan
- isofluraan
- desfluraan
- sevofluraan
- lachgas
- ether
- cyclopropaan
- chloroform
- etheen

## Overige
Zie tabel in anesthesie.